# Geroplátanos (ort i Grekland, Nomós Ioannínon)
Geroplátanos (Geroplatanos) är en ort i Grekland.   Den ligger i prefekturen Nomós Ioannínon och regionen Epirus, i den nordvästra delen av landet, 300 km nordväst om huvudstaden Aten. Geroplátanos ligger 756 meter över havet och antalet invånare är 128.
Terrängen runt Geroplátanos är kuperad västerut, men österut är den bergig. Runt Geroplátanos är det mycket glesbefolkat, med 6 invånare per kvadratkilometer. Närmaste större samhälle är Kónitsa, 14,1 km nordost om Geroplátanos. Omgivningarna runt Geroplátanos är en mosaik av jordbruksmark och naturlig växtlighet.